# Bailliage de Troyes
Le bailliage de Troyes  est une ancienne entité administrative du comté puis de la province de Champagne, ayant existé jusqu'à 1789.

## Géographie
Il est centré sur la ville de Troyes et dépendait de la généralité de Châlons. Il avait aussi des bailliages secondaires à Nogent, Méry, Rumilly et Virey-sous-Bar.

## Histoire
Jusqu'en 1297, il ne formait qu'une entité qui regroupait Meaux, Troyes et Provins. 
Il a eu pour bailliages secondaires :
- Méry-sur-Seine qui comprenait : Bessy, Châtres, Droupt-sur-Marne, Droupt-sainte-Marie, Maizières-la-Grande-Paroisse, Méry, Mesgrigny, Poivre et st-Oulph.
- Nogent-sur-Seine : Avant-les-Marcilly, la Chapelle-Godefroy, Ferreux, Fontaine-Macôn, Nogent, Quincey, st-Aubin.
- Rumilly-les-Vaudes : Rumilly et Fouchères.
- Virey-sous-Bar : Courtemont et Virey.

Même si la majorité des élections qui dépendaient du bailliage relevaient aussi de la généralité de Châlons, certaines relevaient de la généralité de Paris.
Depuis le Moyen Age, les possessions du Chapitre de la cathédrale de Troyes relevaient du bailliage de Sens, ce qui ôtait une part notable des paroisses sises entre Troyes et Nogent-sur-Seine du ressort du bailliage troyen. En outre, entre 1305 et 1314, le bailliage de Sens est venu s'adjuger le ressort de l'ancien bailliage comtal pour les paroisses du comté de Champagne sises en lisière du domaine royal de Sens, exigeant d'aligner le ressort sur les limites diocésaines (Rigny-le-Ferron, Vulaines, Foissy, Coulours, Villeneuve-l'Archevêque, etc.). L'opposition du bailliage de Troyes fut vaine. Conjugués à l'assise juridictionnelle propre du garde des foires de Champagne, ces abrègements ont nui considérablement à l'aura du bailliage de Troyes. 
On notera que dès le mariage de Jeanne de Champagne, comtesse palatine de Champagne et de Brie, reine de Navarre avec le roi de France Philippe le Bel, il a été nommé un bailli originaire de Sens, succédant lui-même à un bailli venant de la châtellenie de Bray-sur-Seine, aux confins du Sénonais. Un procédé identique est à l’œuvre au sein du bailliage d'Auxerre victime de l'insuffisance professionnelle de ses agents.  

## Liste de baillis
- e179 : Jean de Brienne ;
- 1240-1246 : Guillaume Alexandre ;
- 1250 : Oger de Valle (Troyes seul) ;
- 1279-1287 : Jean de Villeblevin (groupement de deux puis trois bailliages) ; originaire du Braytois proche du Sénonais[1].
- 1283 : Guillaume de Mussy (groupement des trois bailliages)[2] ;
- 1284 à 1286 : Guillaume Dallemant[3](groupement des trois bailliages) ; originaire de Sens[4].
- 1288 : Renier de la Belle (groupement des trois bailliages) ;
- 1290 à 1290 : Guillaume de Mussy (groupement des trois bailliages) ;
- 1293 95 99 et 1301 : Baucin de Loan dit Thirouel (groupement des trois bailliages) ;
- 1303 : Jean de Maison (Troyes et Meaux)[5] ;
- 1308 : Louis de Tignonville ;
- 1324-1331 : Michel de Paris (bailli de Chaumont en 1321)
- 1429-1449 : Guillaume Bellier ; seigneur de Chezelles, maître d'hôtel du Roi.
- 1455 à 1461 : Michel Jouvenel des Ursins ;
- 1471 à 1477 : Jehan de Soissons, chevalier, seigneur de Poix, chambellan du Roi.
- 1494 : Louis Picart ;
- 1497 à 1510 : Gaucher II l'Aîné de Dinteville ;
- 1522 à 1554 : Jean de Dinteville ;
- 1558 à 1559 : Guillaume de Dinteville ;
- avant 1641 : Roger de Choiseul-Praslin ;
- 1641-1690 : François de Choiseul-Praslin.

## Sources
- Alphonse Roserot, Dictionnaire historique de la Champagne méridionale, Langres, 1945, p1157, TII.
- André Lefèvres, Les baillis de la Brie au XIIIe siècle., in :  Bibliothèque de l'école des chartes,  Année 1860,  Volume 21, Numéro 1, pp. 179-188.
- Etienne Meunier. Le bailliage de Sens, 1194-1477. FACO, 1981 pp. 130-138.